# 沃爾特斯 (明尼蘇達州)
沃爾特斯（英語：Walters）是一個位於美國明尼蘇達州法里博縣的城市。

## 人口
根據2020年美國人口普查的數據，沃爾特斯的面積為0.52平方千米，當中陸地面積為0.52平方千米，而水域面積為0.00平方千米。當地共有人口69人，而人口密度為每平方千米133人。